# Brandscheid (Eifel)
Brandscheid (Eifel) este o comună din landul Renania-Palatinat, Germania.